# Grotte Vaticane

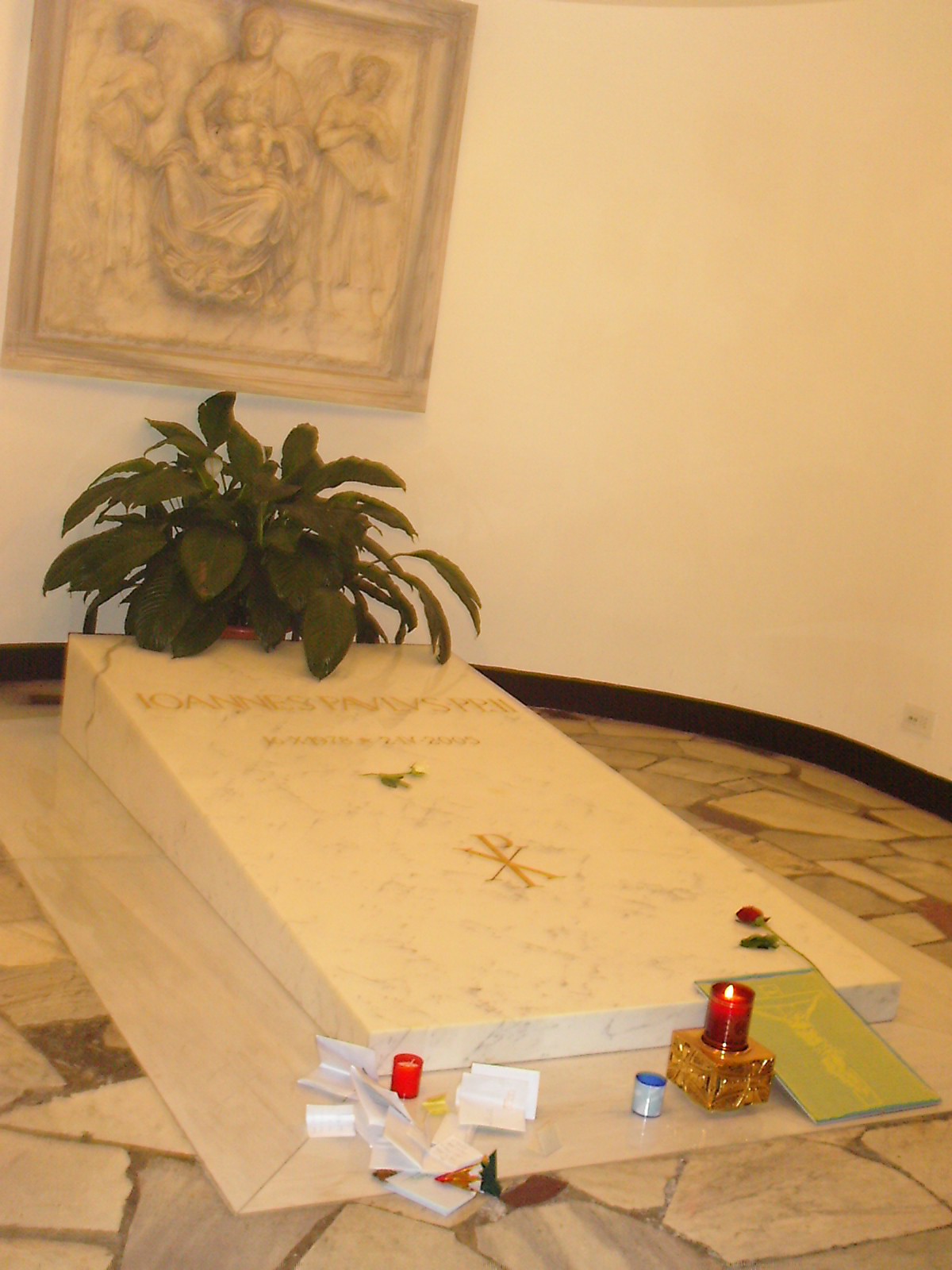
Påve Johannes Paulus II:s grav i Grotte Vaticane

Grotte Vaticane, Vatikanska grottorna, kallas det utrymme som är beläget cirka 3 meter under Peterskyrkan. Grotte Vaticane började utgrävas under Pius XII:s pontifikat (1939-1958).
Grotte Vaticane nås via en trappa från en av de massiva pelare som bär upp Peterskyrkans kupol. En del av rummen får endast besökas med tillstånd från Reverenda Fabbrica di San Pietro. De så kallade gamla grottorna utgörs av en treskeppig hallkrypta, där delar av den gamla konstantinska Peterskyrkan finns bevarade.

## Gravar i Grotte Vaticane (urval)

### Påvar
- Petrus
- Bonifatius VIII
- Marcellus II
- Pius XII
- Johannes XXIII
- Paulus VI
- Johannes Paulus I
- Johannes Paulus II
- Benedictus XVI

### Kungligheter
- Drottning Kristina

### Kejsare
- Otto II